# Dennis Martínez
José Dennis Martínez Ortíz (nascido em 14 de maio de 1955), apelidado de "El Presidente" (O Presidente), é um ex-jogador de beisebol da Major League Baseball que atuou como arremessador durante 23 anos. Foi o primeiro jogador nicaraguense a jogar nas grandes ligas.

## Carreira
Martínez arremessou pelo Baltimore Orioles (1976-1986), Montreal Expos (1986-1993), Cleveland Indians (1994-1996), Seattle Mariners (1997) e Atlanta Braves (1998).
Em 28 de setembro de 1993, Martinez venceu sua 100ª partida pelos Expos, se tornando o nono arremessador das grandes ligas com ao menos 100 vitórias tanto na American League como na National League. Outros que conseguiram o feito são Jim Bunning, Ferguson Jenkins, Al Orth, Gaylord Perry, Kevin Brown, Randy Johnson, Nolan Ryan e Cy Young.

## Jogo perfeito
Em 28 de julho de 1991, Martínez arremessou o 13º jogo perfeito na história da Major League Baseball, na vitória sobre o Los Angeles Dodgers por 2 a 0 no Dodger Stadium. Se tornou o primeiro arremessador não nascido nos Estados Unidos a conseguir um jogo perfeito. Posteriormente o venezuelano Félix Hernández se juntou a ele em 2012. Este jogo perfeito fez dos Dodgers, o time perdedor no jogo perfeito de Tom Browning em 1988, a primeira equipe a perder em jogos perfeitos consecutivos; se juntaria aos Dodgers o time do Tampa Bay Rays, que perderam nos jogos perfeitos de Mark Buehrle em 2009 e Dallas Braden no ano seguinte. Após completar o jogo perfeito, Martínez andou vagarosamente para o dugout do Dodger Stadium, se sentou e chorou.